# Konditionalis
Konditionalis är ett modus hos verben i vissa språk, till exempel franska. Med konditionalis uttrycks något som skulle ske om vissa förutsättningar rådde eller inträdde. 
I svenskan används för denna typ av satsmodalitet flera olika konstruktioner. Av ursprungsformen används exempelvis vore, toge, ginge, kunde, finge och, som alltså skiljer sig från konjunktivformerna vare, tage, gånge, leve o.s.v.
Exempel på konditionalsatser:
"Vore jag som du, ginge jag hem";
"Om vi finge genomföra detta, kunde vi nog se en förbättring i förlängningen."
Exempel på konjunktivkonstruktioner:
"Frid vare med dig!"
"Varde ljus!"
"Gånge denna kalk ifrån mig!"
"Han leve!"
En annan uttrycksform är "skulle" + infinitiv, till exempel "Jag skulle gå hem, om jag mådde som du". Liksom i exemplet används skulle-konstruktion endast i en av satserna (huvudsatsen). Vanligt preteritum/imperfekt är också ofta förekommande, liksom pluskvamperfekt och ibland även preteritum konjunktiv; till exempel "Det vore bra, om...".
Skulle + infinitiv kan även uttrycka futurum preteriti.
Konditionalis II uttrycker - i motsats till konditionalis I - något som inte inträffade, alltså inte en tänkbar framtida händelse, utan en försutten möjlighet: "Det skulle ha fungerat, om du (hade) lytt mitt råd".